# Tacubaya, Coahuila
Tacubaya är en ort i Mexiko.   Den ligger i kommunen San Pedro och delstaten Coahuila, i den centrala delen av landet, 800 km nordväst om huvudstaden Mexico City. Tacubaya ligger 1 109 meter över havet och antalet invånare är 1 433.
Terrängen runt Tacubaya är platt åt nordost, men åt sydväst är den kuperad. Runt Tacubaya är det mycket glesbefolkat, med 5 invånare per kvadratkilometer. Närmaste större samhälle är Concordia, 11,7 km norr om Tacubaya. Omgivningarna runt Tacubaya är i huvudsak ett öppet busklandskap.